# Ґлотово
Ґлотово (пол. Głotowo, нім. Glottau) — село в Польщі, у гміні Добре Място Ольштинського повіту Вармінсько-Мазурського воєводства.
Населення — 494 особи (2011).
У 1975-1998 роках село належало до Ольштинського воєводства.

## Демографія
Демографічна структура станом на 31 березня 2011 року:
|          | Загалом | Допрацездатний вік | Працездатний вік | Постпрацездатний вік |
| -------- | ------- | ------------------ | ---------------- | -------------------- |
| Чоловіки | 253     | 52                 | 173              | 28                   |
| Жінки    | 241     | 53                 | 139              | 49                   |
| Разом    | 494     | 105                | 312              | 77                   |